# Clelia Giacobini

Roma, 1961. Laboratorio di microbiologia dell'Istituto Centrale del Restauro. Clelia Giacobini mostra i risultati delle proprie ricerche ad un borsista indiano.

Clelia Giacobini (Roma, 6 febbraio 1931 – Roma, 25 settembre 2010) è stata una microbiologa italiana, “pioniera” della microbiologia applicata alla scienza della conservazione.

## Biografia
Diplomata al Liceo Torquato Tasso di Roma, Clelia Giacobini si laureò in Farmacia il 29 marzo 1955 e in Scienze biologiche il 15 gennaio 1958; successivamente ottenne anche una specializzazione in erboristeria e un certificato di microbiologia del suolo presso l'Institut Pasteur di Parigi (1969).
Negli anni cinquanta Cesare Brandi, direttore e fondatore dell'Istituto Centrale del Restauro, ritenne necessario costituire un laboratorio di microbiologia presso l'Istituto, avendo rilevato come molte opere d'arte, se investite dall'umidità, si ricoprivano di muffa. Clelia Giacobini, all'epoca, ancora laureanda in scienze biologiche, partecipò alla sua istituzione (1957) come collaboratore volontario, insieme ad Antonio Tonolo (consulente esterno).
Nel 1959, Tonolo uscì dallo staff di laboratorio e, sino al 1964, Giacobini ne rimase unico componente, con un contratto di consulenza. Contemporaneamente, le fu affidato l'insegnamento della biologia nella Scuola di Restauro dell'Istituto, che mantenne sino al pensionamento avvenuto nel marzo del 1996+. Nel 1964, a seguito di pubblico concorso, Giacobini entrò nei ruoli ministeriali con la qualifica di biologa; nel 1976, il laboratorio (che nel frattempo si era arricchito di un altro biologo e di un tecnico di laboratorio) fu previsto per legge e Clelia Giacobini ne assunse ufficialmente la direzione.
Prima della costituzione del laboratorio di microbiologia presso l'I.C.R. di Roma, non esisteva una bibliografia specifica sulle alterazioni biologiche delle opere d'arte, eccettuate alcune parti del “Manuale ragionato per la parte meccanica dell'arte del restauratore dei dipinti” di Giovanni Secco-Suardo, risalente al 1866; per tale motivo, Clelia Giacobini può essere considerata la “pioniera” della microbiologia applicata alla scienza della conservazione.
Dopo numerose ricerche sui reperti archeologici ed architettonici (Domus Tiberiana, Domus Flavia, Case repubblicane e Casa dei Grifi sul Palatino, Domus Aurea, San Clemente, fontane monumentali etc.), nel 1961 il laboratorio già dava i primi risultati, elencando vari tipi microbici che dovevano ritenersi responsabili delle alterazioni biologiche.
Nel 1965, come risultato di un'indagine più approfondita si definiva una prima metodologia di studio: 
1. sopralluogo all'opera d'arte e prelievo della campionatura in situ;
2. esame microscopico dei prelievi in laboratorio;
3. isolamento colturale dei prelievi;
4. identificazione dei microrganismi responsabili.

Nel 1967 si rendevano noti i risultati di ulteriori studi, consistenti nella definizione dei cinque fenomeni più tipici delle alterazioni microbiche sugli affreschi.
Nel 1970 si mettevano a punto nuove e più perfezionate metodologie tecnico-analitiche rappresentate soprattutto dall'applicazione del microscopio elettronico a scansione, che già permetteva l'immediata diagnosi del tipo di alterazione e la possibilità di studiare i microrganismi nel loro ambiente naturale. Nel prosieguo degli anni settanta, il laboratorio provvide a riesaminare la fenomenologia delle alterazioni sotto l'aspetto del biodeterioramento, approfondendo le conoscenze sui fattori ambientali e nutrizionali che favoriscono l'attacco degli agenti biologici.
Negli anni ottanta, tali agenti vennero identificati per genere e specie, grazie anche alla collaborazione del lichenologo inglese Mark Seaward, e del personale tecnico-scientifico che venne ad incrementare l'organico di laboratorio. In tale fase di studio furono esaminati ed effettuati prelievi presso l'Abbazia di Fossanova, gli scavi di Ostia Antica, sulle tombe etrusche di Tarquinia, nel Salento, nelle Ville venete, sugli affreschi di Palazzo Farnese a Caprarola (1988), ecc. Gli studi effettuati consentirono ai restauratori di intervenire efficacemente nella stessa Ostia Antica, sul ciclo di pitture della Basilica inferiore di Assisi, e, tra l'altro, sugli affreschi del Correggio a Parma, sulla Cappella degli Scrovegni a Padova e sul Cenacolo leonardiano.
Dato il successo e l'interesse scientifico degli studi effettuati, Clelia Giacobini è stata oggetto di numerose richieste di consulenza e per incarichi di docenza e didattica da parte di numerose soprintendenze italiane ed europee, in India, in Venezuela e in Giappone. Ha presieduto la I e la II Conferenza internazionale sul biodeterioramento dei Beni Culturali, tenutesi rispettivamente a Lucknow (India), il 20-25 febbraio 1989, e a Yokohama (1992).
Tra il 1992 e il 1995 ha fatto parte del Comitato di Direzione tecnico-scientifica per l'avvio del progetto Carta del Rischio del patrimonio culturale Archiviato il 27 dicembre 2021 in Internet Archive..